# Daniela Zamora
Pour les articles homonymes, voir Zamora (homonymie).
Daniela Zamora est une footballeuse internationale chilienne, née le 13 novembre 1990. Elle évolue au poste d'attaquant en Suède au Djurgårdens IF.

## Biographie
Daniela Zamora apparaît sur la liste des 23 joueuses chiliennes sélectionnées pour participer à la Coupe du monde 2019 organisée en France.